# Barraca A-06
La barraca A-06, és una barraca de vinya del municipi de Subirats (Alt Penedès), situada al nord del barri de la Guàrdia de Sant Pau d'Ordal, en terreny semiurbanitzat.
És una construcció aixecada en pedra seca, adossada a un marge, de planta circular i forma troncocònica, de 3,90 m de diàmetre a la base i una alçada màxima de 2,70 m. La construcció és de la tipologia de sostre de falsa cúpula. El portal, de llinda simple, està orientat al sud-sud-oest, té una alçada de 130 cm i una amplada de 60 cm, amb una porta de reixa de ferro. Les pedres de totes bandes estan rejuntades amb ciment.
El codi utilitzat en la denominació d'aquesta barraca (lletra + número) procedeix d'un estudi realitzat per Araceli Soler i Jaume Rovira, que intenta sistematitzar la informació sobre aquests elements arquitectònics al terme de Subirats.